# Drag queer
Ne doit pas être confondu avec Drag queen.
Le drag queer est un aspect de l'art du drag qui présente une esthétique non binaire,,, neutre ou androgyne, par opposition à la féminité des drag queens et à la masculinité des drag kings. Outre le maquillage, le spectacle n'est pas seulement considéré comme une représentation fictive, mais aussi utilisé comme une forme d'expression de problèmes personnels. La liberté complète de transmettre des sentiments, des conflits et des désirs n'a rien à voir avec la technique et la chorégraphie. L'union de ces deux éléments permet de modifier les paramètres de beauté du public. L'une des caractéristiques du drag queering est l'exotisme des costumes et l'aura de mystère des spectacles.
Ce terme vient de l'union de « drag » (terme désignant l'art du drag dans lequel une personne est créée avec des stéréotypes de genre esthétiques exagérés) et de « queer » (anglais pour bizarre, particulier, excentrique), qui est utilisé (notamment par les personnes concernées) pour désigner les personnes LGBTI+, en particulier celles qui ne respectent pas les schémas dominants de genre,,.